# Falsomesosella grisella
Falsomesosella grisella es una especie de escarabajo longicornio del género Falsomesosella, tribu Mesosini, subfamilia Lamiinae. Fue descrita científicamente por White en 1858.

## Descripción
Mide 10-10,75 milímetros de longitud.

## Distribución
Se distribuye por China.